# Bésingrand
Bésingrand település Franciaországban, Pyrénées-Atlantiques megyében. Lakosainak száma 146 fő (2022. január 1.). Bésingrand Abos, Artix, Labastide-Cézéracq és Pardies községekkel határos.

## Népesség
A település népességének változása:
| Lakosok száma | 113  | 123  | 137  | 141  | 141  | 145  | 145  | 146  | 146  |
|               | 2013 | 2015 | 2016 | 2017 | 2018 | 2019 | 2020 | 2021 | 2022 |